# 정혜린
정혜린(1996년 1월 25일 ~ )은 대한민국의 여자 배우이다.

## 학력
- 성신여자대학교 미디어영상연기학과

## 출연

### 드라마
- 2017년 《플랫》... 다미 역
- 2018년 JTBC 《내 아이디는 강남미인》... 이지효 역
- 2019년 tvND 《좀 예민해도 괜찮아》... 최보영 역
- 2020년 플레이리스트 《인서울2》... 우보미 역

### 영화
- 2018년 《당신의 소년》... 백제희 역
- 2019년 《가장 보통의 연애》... 윤주 역

### CF
- 2017년 삼성물산 에잇세컨즈
- 2017년 아이듀케어 마스크팩
- 2017년 올리브영
- 2020년 에프엔코 바닐라코